# Sergio Castillo Aránguiz
Sergio Castillo Aránguiz (28 de enero de 1912-15 de octubre de 2002), militar chileno, fue general de ejército y comandante en jefe del Ejército desde el 3 de mayo de 1968 al 24 de octubre de 1969.
En 1928 ingresó a la Escuela Militar del General Bernardo O'Higgins de la cual egresó en 1930 como alférez de infantería. Ejerció en la docencia militar por muchos años en la Academia de Guerra y en la Escuela Militar en el ramo de táctica y operaciones en su calidad de "Profesor de Academia", que obtuvo en 1949 con el grado de mayor. Fue nombrado comandante del Regimiento de Infantería N.º 1 "Buin" y en 1962 fue nombrado director de la Escuela Militar. Hijo de Salvador Castillo Urízar y Virginia Aránguiz Cerda, era primo de Fernando Castillo Velasco y tío de Raúl Troncoso.
Ascendió a general de brigada en 1966 luego de ser agregado militar en Brasil por 2 años, donde lo condecoraron con la "Orden al Mérito Militar". Luego fue comandante de la División Escuelas.
Como comandante en jefe del Ejército le tocó enfrentar el movimiento militar que encabezó el general Roberto Viaux, quien protestó por los bajos sueldos del personal uniformado, hecho conocido como «El Tacnazo».
Durante su mandato también se creó la Escuela de Suboficiales el 20 de octubre de 1967 con la fusión del Batallón Escuela de Clases de la Escuela de Infantería y los servicios de la Escuela de Especialidades del Ejército. Los alumnos pasaron a llamarse "dragoneantes". También se creó el escalafón de Material de Guerra completado con oficiales de todas las armas y grados, que pasaron a egresar de la Escuela Militar.

## Antecedentes militares
- 1928: Cadete de la Escuela Militar
- 1932: Alférez
- 1933: Subteniente
- 1939: Teniente
- 1944: Capitán
- 1949: Mayor
- 1955: Teniente coronel
- 1961: Coronel
- 1966: General de Brigada
- 1968: General de División
- 1969: Comandante en jefe del Ejército.

## Muerte
Falleció el 15 de octubre de 2002 en el Hospital Militar de Santiago a los 90 años. Se le rindieron honores correspondientes a su alta jerarquía y asistió el entonces Comandante en Jefe del Ejército, general Juan Emilio Cheyre y la totalidad del cuerpo de generales.